# Агстнер, Рудольф
Д-р Рудольф Агстнер (нем. Rudolf Agstner); 1951—2016) — австрийский дипломат и историк. Австрийский посол в Эфиопии. Начальник реферата культурно-политического Департамента Федерального министерства европейских и международных дел Австрии. Профессор.

## Биография
Родился 1951 году в Гааге, Нидерланды. С 1977 года на дипломатической службе Австрии, служил в Париже (1980-1981), Брюсселе (1981), Триполи (1981-1984), Нью-Йорке / Миссия ООН (1984-1987), Каире (1991-1996) и Бонне (2005-2006). С октября 2006 года австрийский посол в Эфиопии и Постоянный представитель в Африканском Союзе. Он является экспертом по истории Австрийской (Австро-Венгерской) дипломатической службы и австрийской присутствия на Ближнем Востоке и Восточной Африке. Доктор Агстнер читает лекции в Инсбрукском университете. Институт современной истории.

## Автор трудов
- Автор 15 книг и более 200 статей по истории Австрийской (Австро-Венгерской) и австрийской дипломатии присутствия на Украине, в Египте, Эфиопии, Израиля, Ливии и Судане.
- "Агстнер Г. О императоров, консулов и купцов — Австрия и Украина 1785-2010". — Wien-Berlin: Lit Verlag GmbH&Co.KG,2011.-409c.[7]
- "Rudolf Agstner «Von Kaisern, Konsuln und Kaufleuten — Österreich und die Ukraine 1785-2010»" Bd. 3, 2011, 416 Стр, ISBN 978-3-643-50335-0[8]
- "Die Türkei 1960", Wien: Lit, 2011
- "Arbeiten und Leben am Hof Haile Selassies I." Wiesbaden: Harrassowitz, 2011
- "Österreich in Istanbul", Wien: Lit, 2010
- "Von Kaisern und Konsuln", Wien: Fassbaender
- "One week in Ethiopia, forever with God", Wien: Lit, 2009